# Jurklošter
Jurklošter je naselje u slovenskoj Općini Laškom. Jurklošter se nalazi u pokrajini Štajerskoj i statističkoj regiji Savinjskoj. 

## Stanovništvo
Prema popisu stanovništva iz 2002. godine naselje je imalo 71 stanovnika.